# Баб-ель-Мандебська протока
Баб-ель-Манде́бська прото́ка (араб. باب المندب, дос. «Брама скорботи»; тигр. ባብ ኣል ማንዳብ) — морська протока між Африкою (Еритрея і Джибуті) та Аравійським півостровом Азії, з'єднує Червоне море з Аденською затокою Аравійського моря в Індійському океані. Важливий морський шлях з Індійського океану у Червоне море до Суецького каналу.

## Назва
Свою назву протока отримала через небезпеки, які супроводжували судноплавство через неї, або, згідно з арабською легендою, через руйнівний землетрус, який відокремив Аравійський півострів від Африканського рогу і спричинив загибель великої кількості людей.

## Опис

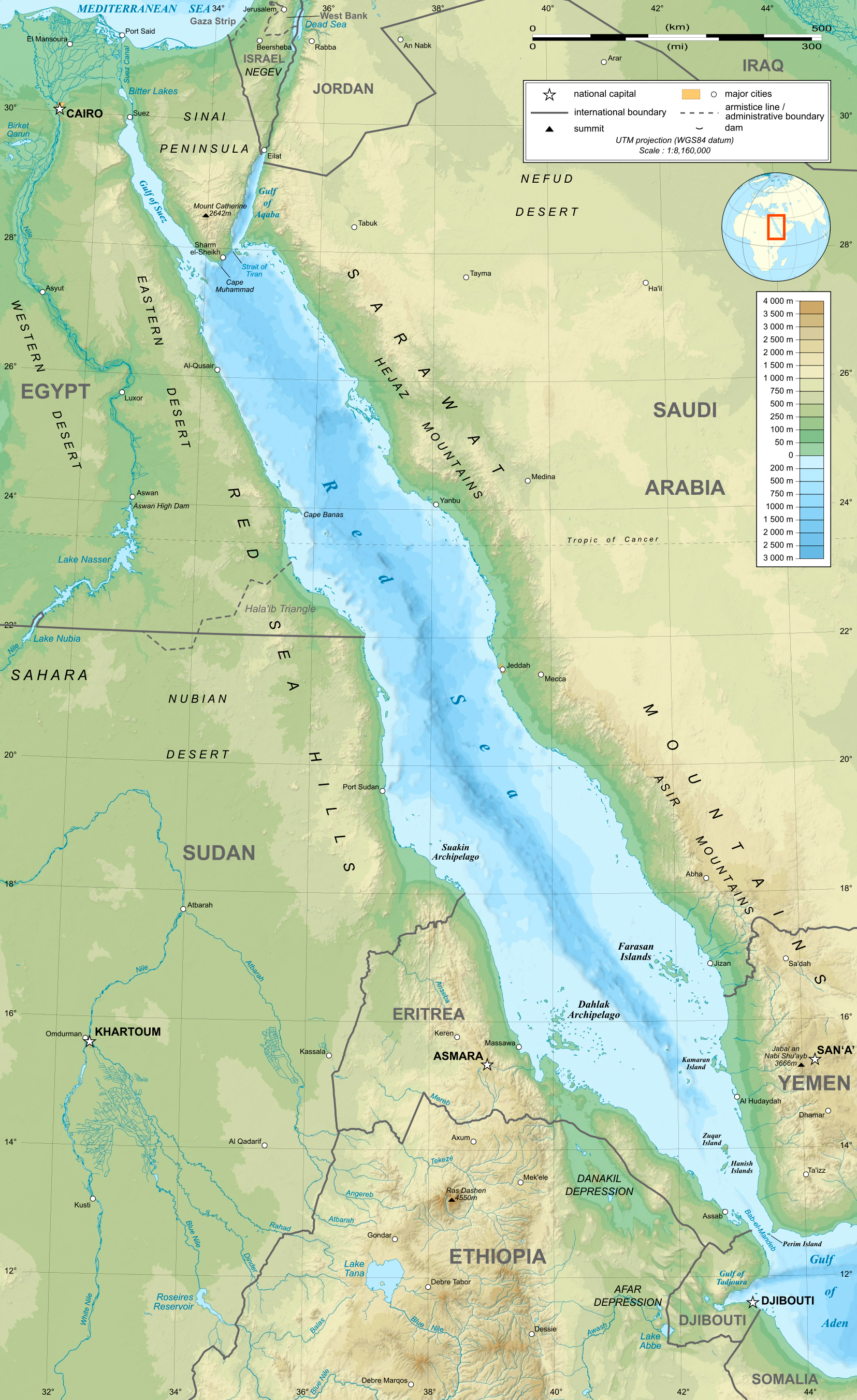
Батиметрична карта Червоного моря з Баб-ель-Мандебською протокою внизу праворуч

Найменша ширина 26,5 км, найменша глибина на фарватері 182 м. Островом Перім розділяється на дві проходи — Великий (завширшки 25 км, відомий також як Дакт-ель-Маюн) і Малий (завширшки 3 км, відомий також як Баб-Іскандер — Протока Александра). Біля африканського берега знаходиться також група невеликих острівців, знана як Сім Братів.
Течія у протоці: взимку — поверхнева, що несе менш солону воду, до Червоного моря, і глибинна, з солонішою водою — з Червоного моря. Влітку стік солоних вод із Червоного моря здійснюється поверхневою течією (глибина до 25—50 м) і придонною течією (від 100—150 м до дна), приток вод у Червоне море — проміжною течією (глибина від 25—50 м до 100—150 м).
Протока має велике економічне і стратегічне значення, оскільки через нього пролягає шлях з Європи в східну і південну Азію і Австралію. У 2006 році, за оцінками, щодня 3,3 млн барелів (520 000 м³) нафти проходило протокою.

22 лютого 2008 року, було оголошено, що компанія, яка належить Тарек бен Ладену, планує побудувати Міст Рогу через протоку, з'єднавши Ємен із Джибуті.